# Kanał łączności
Kanał łączności (nazywany również kanałem telekomunikacyjnym) – ogólna droga przesyłania sygnału; droga sygnału. Zestaw urządzeń technicznych umożliwiających przesyłanie z określoną prędkością sygnału od jednego aparatu przetwórczego do drugiego wraz ze strefą przestrzeni, w której odbywa się ten proces. Zależnie od kryterium podziału rozróżnia się kanały łączności:
- Kanał czasowy  – ograniczony pod względem czasu do określonych przedziałów czasowych.
- Kanał częstotliwościowy – ograniczony pod względem częstotliwości do określonego pasma częstotliwości.
- Kanał przestrzenny – kanał telekomunikacyjny, w którym przestrzeń uczestnicząca w przesyłaniu sygnałów jest dostatecznie wąska (czyli jest ograniczona w kierunku prostopadłym do kierunku ruchu energii).
- Kanał przestrzenno-czasowy – posiadający cechy zarówno kanału przestrzennego jak i kanału czasowego.
- Kanał przestrzenno-częstotliwościowy – posiadający cechy kanału przestrzennego oraz czasowego.
- Kanał jednokierunkowy – częstotliwościowy „radiofoniczny” służący do transmisji sygnału radiofonicznego
- Kanał dwukierunkowy – przystosowany do przesyłania sygnałów „transmisji” w obu kierunkach (dupleks).